# Jacques François Gay
Pour les articles homonymes, voir Gay.
Jacques François Gay, né le 23 février 1759 à Turin (Italie), mort le 7 mars 1838, est un militaire français de la Révolution et de l’Empire.

## États de service
Il entre au service du roi de Sardaigne le 23 juillet 1775, dans la légion des campements, où il est admis comme sous-lieutenant après un examen de mathématique, de fortification et de l’art militaire en général. Il devient lieutenant le 28 mars 1777 puis capitaine lieutenant le 15 août 1784.
Le 5 mai 1791, il passe comme capitaine titulaire dans un régiment de pionniers, et il fait les campagnes de 1792 et suivantes au service de son souverain. Il est nommé major le 27 avril 1795, et lors de la réunion à la France des états du roi de Sardaigne, il entre avec son régiment dans la formation de la 1re demi-brigade d’infanterie légère piémontaise. Il est maintenu dans les cadres avec le grade de chef de bataillon le 15 janvier 1799.
Le 20 janvier 1799, il devient adjoint à l’état-major du général Perrin et c’est en cette qualité qu’il sert à l’armée d’Italie de l’an VII à l’an VIII. Le 17 octobre 1799, il est placé à la suite de la 29e demi-brigade de ligne, tout en étant autorisé à poursuivre son service à l’état-major du général Victor.
Le 2 octobre 1800, il est nommé chef de brigade et chef du service topographique militaire en Piémont. Il est mis à la tête du 111e régiment d’infanterie de ligne le 29 janvier 1802 et il est fait chevalier de la Légion d’honneur le 11 décembre 1803, puis officier de l’ordre le 14 juin 1804. En 1805 et 1806, il fait les campagnes d’Autriche et de Prusse au sein du 3e corps de la Grande Armée. Lors de la bataille d’Austerlitz le 2 décembre 1805, à la tête du 1er bataillon du 111e d’infanterie, il attaque et enlève à la baïonnette le village de Sokolnitz, qui est occupé par les Russes, auxquels il prend 2 pièces de canon après leur avoir fait éprouver des pertes considérables. Par trois fois l’ennemi tente de reprendre le village avec des forces supérieures, mais il réussit à se maintenir avec l’appui du 48e régiment de ligne et le 2e bataillon du 111e accourus à son secours, et ce malgré le feu meurtrier sur les troupes françaises. 
Le 14 octobre 1806, à la bataille d'Iéna, il enlève des positions défendues avec le plus grand acharnement et il fait un grand nombre de prisonniers. Pendant qu’il se trouve à Francfort-sur-l'Oder avec son régiment, il est nommé inspecteur aux revues le 29 octobre 1806. Le 1er novembre suivant, il se rend à Berlin, pour y prendre les ordres du prince de Neuchâtel et le 19 du même mois il prend les fonctions d’intendant à Kalisch en Pologne.
Les intendants militaires ayant cessé leurs fonctions le 1er mars 1807, il est envoyé au quartier général à Thorn le 19, où il reçoit pour mission de se rendre à Preuss-Hollande comme inspecteur aux revues du 1er corps de la Grande Armée. Il est créé baron de l’Empire le 19 mars 1808 et il suit son corps d’armée en Espagne. Le 7 octobre 1808, il est envoyé à Bayonne, pour y prendre la direction du bureau central des revues et des décomptes de l’armée d’Espagne. Il occupe cette fonction jusqu’au 24 janvier 1811, époque à laquelle il est employé comme inspecteur aux revues dans la 29e division militaire.
Il est admis à la retraite le 9 octobre 1811, et il meurt le 7 mars 1838. 

## Dotation
- Le 17 mars 1808, donataire d’une rente de 4 000 francs sur les biens réservés en Westphalie.

## Armoiries
| Figure | Nom du baron et blasonnement |
| ------ | --- |
|        | Armes du baron Jacques François Gay et de l'Empire, décret du 19 mars 1808, lettres patentes du 16 septembre 1808, officier de la Légion d'honneur D'azur ; au cheval galopant d'argent surmonté en chef de trois étoiles d'or, quartier des barons militaires. Livrées : les couleurs de l'écu. |